# Obiettivo (ottica)

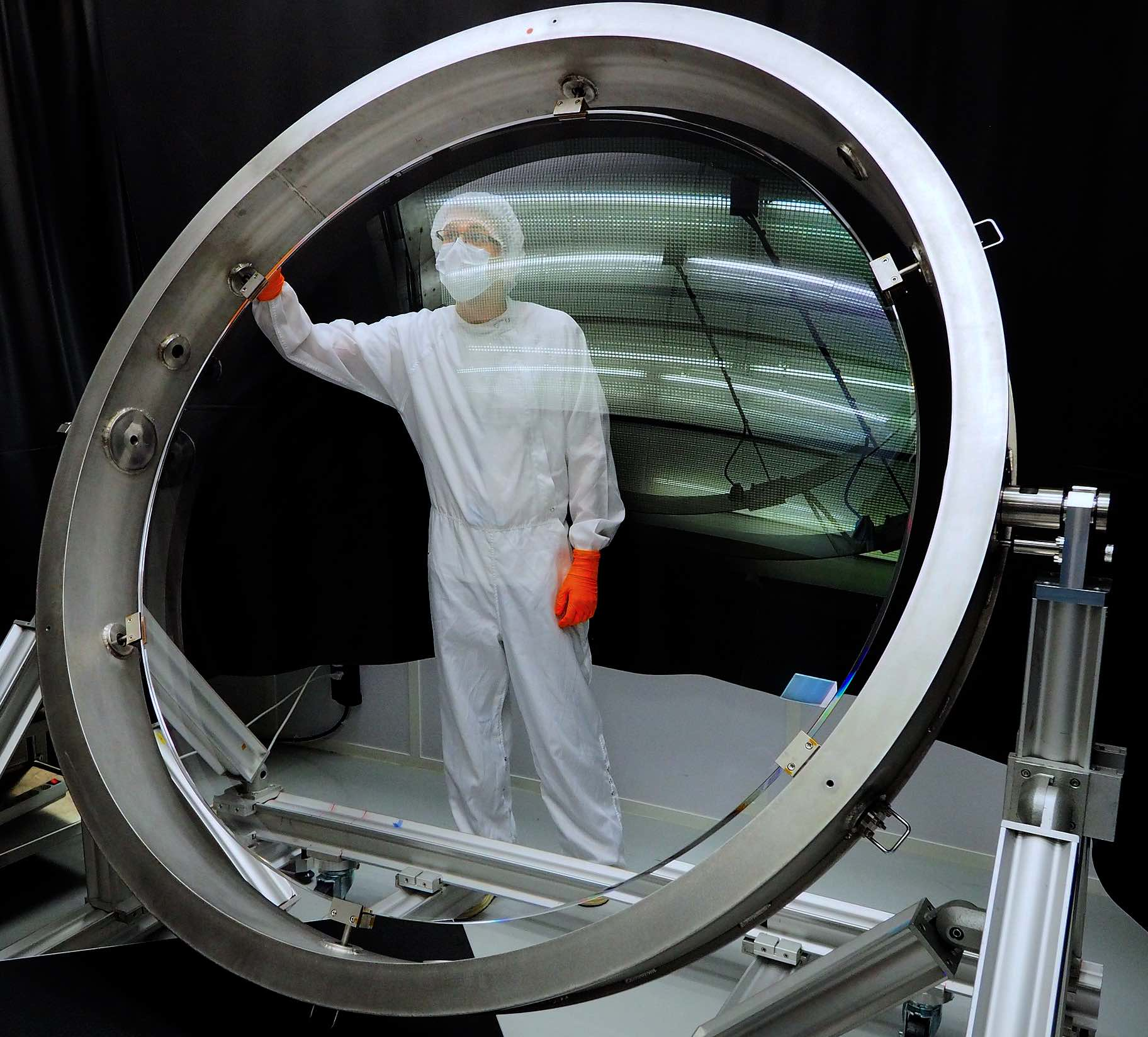
L1 del telescopio LSST

In ottica, un obiettivo (a volte detto ottica o anche lente, come latinismo da lens ) è un sistema (ottico) più o meno complesso di lenti (sistema diottrico), specchi (sistema catottrico) o un misto di questi (sistema catadiottrico), che serve a formare l'immagine ottica della realtà, per gli utilizzi di osservazione ingrandita (es: binocolo, microscopio, ecc.), di ripresa (es: foto-videocamere, ecc.) o di analisi, misurazione e controllo (es: sestante, strumenti topografici, telemetro laser, lettore CD, ecc.).

## Tipologie
Ogni obiettivo, anche complesso, è riconducibile idealmente ad una singola lente sottile, le cui principali caratteristiche sono la lunghezza (o distanza) focale e l'apertura alla luce (o diametro lente), da cui si può ricavare il cosiddetto rapporto focale, il potere diottrico e l'ingrandimento.
Lo stesso principio è valido anche per gli obiettivi riflettori (a specchi), che tuttavia sono costituiti essenzialmente da un singolo specchio curvo, nella maggior parte dei casi.
La caratteristica di apertura, intesa come pupilla di ingresso e quindi di raccolta della luce, è legata alla massima risolvenza utile, data dalle formule della diffrazione limite. 

### Stenopeico

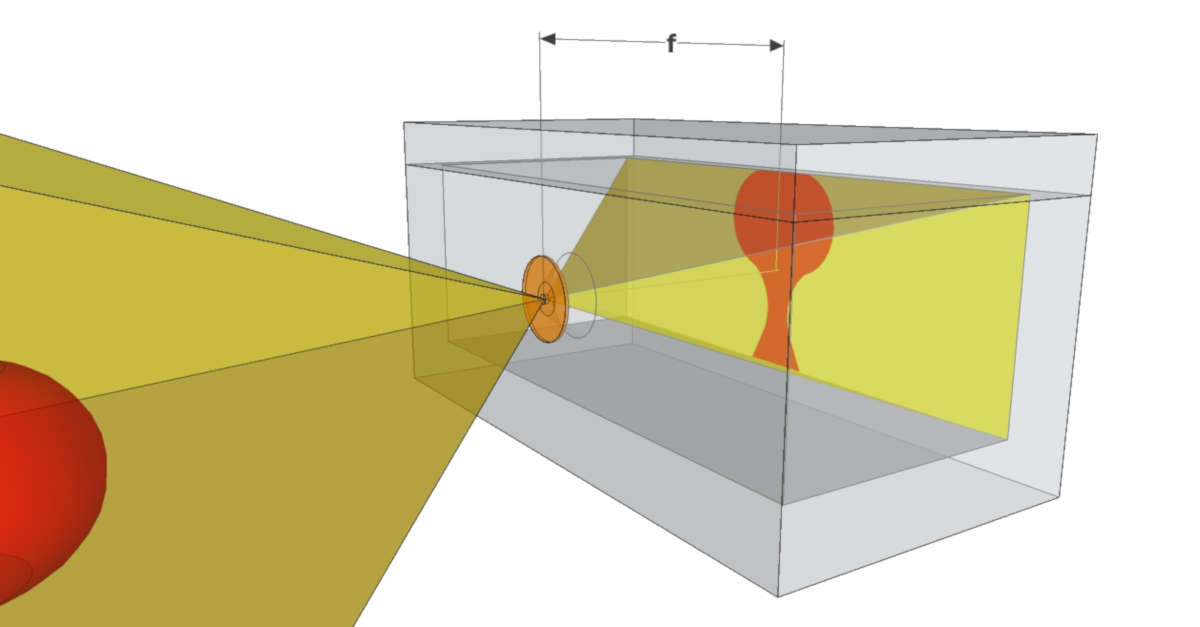
Obiettivo stenopeico

L'obiettivo più semplice ed anche il più «preistorico» di tutti, è l'obiettivo stenopeico, un piccolo foro che non fa uso di lenti o specchi, ma non può essere focalizzato a distanze inferiori del infinito e richiede un'alta luminosità degli oggetti osservati, risultando di uso esclusivamente diurno o fotografico con tempi di esposizione molto lunghi.

### Catottrico
Lo specchio concavo (solitamente parabolico o iperbolico), è l'obiettivo riflettore più semplice, anche se per utilizzarlo è necessario almeno uno specchio ausiliario e complementare, in base alle configurazioni (es: newtoniano) e non è mai utilizzabile al 100% della sua superficie, in nessuna configurazione. Tuttavia, è esente dalle aberrazioni cromatiche.

### Diottrico
L'obiettivo diottrico più semplice, considerato accettabile per la maggior parte dei casi, delle funzioni e dei dispositivi, è il cosiddetto «doppietto acromatico», spesso parte integrante di un dispositivo ottico più strutturato (es: telescopio, cannocchiale, ecc).

### Catadiottrico
L'obiettivo catadiottrico è un sistema ottico passivo che sfrutta un insieme dei fenomeni fisici della riflessione e della rifrazione; per cui, è basato su specchi curvi e lenti ottiche. Quelli per la fotografia, essendo un misto di diottrici e catottrici, son basati generalmente su uno specchio principale concavo, uno secondario convesso e alcune lenti diottriche, similmente alla costruzione di un telescopio Cassegrain. Rispetto ai teleobiettivi diottrici, questi hanno il vantaggio di avere un minor ingombro, un peso molto ridotto e la quasi completa riduzione di alcune aberrazioni come quelle cromatiche (solo gli specchi sono totalmente immuni dalle aberrazioni policromatiche). 

### Fotografico

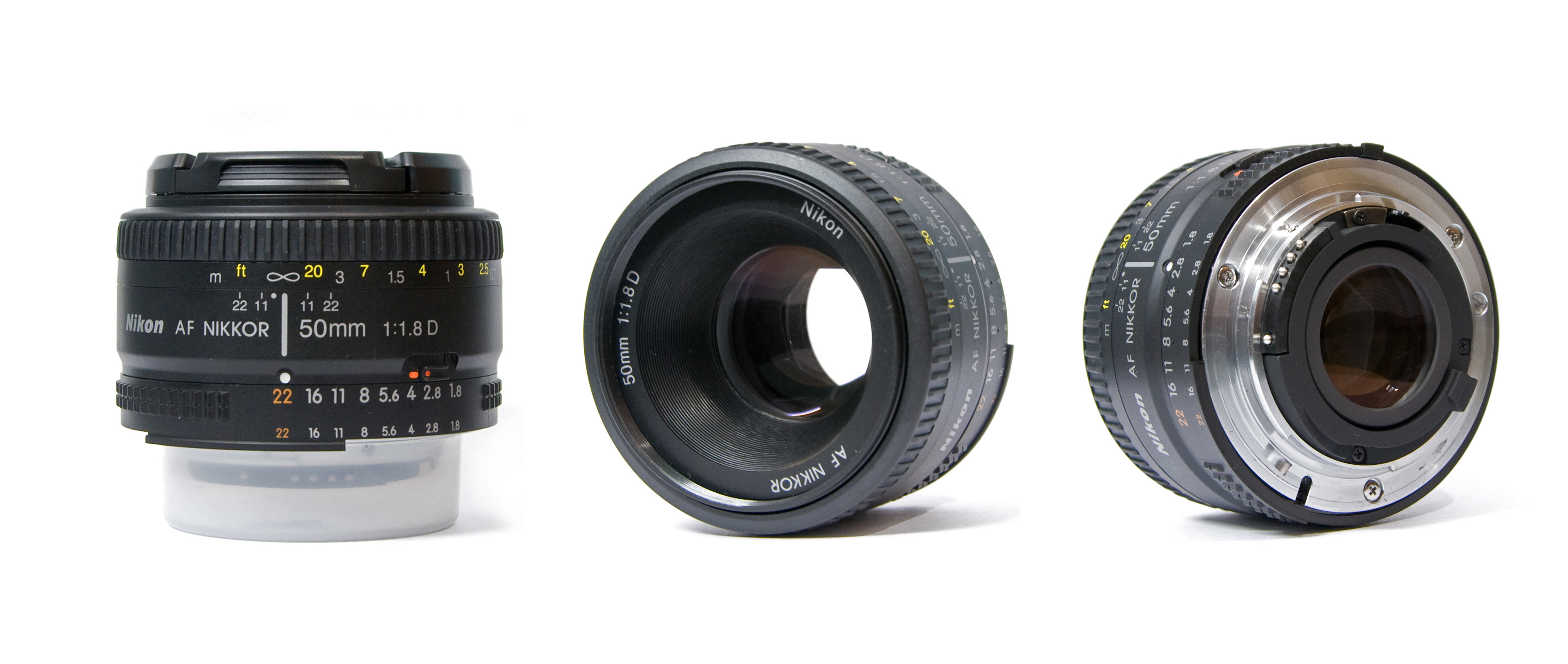
Obiettivo fotografico

L'obiettivo per le riprese foto-cine-video, è in genere costituito da uno schema ottico più complesso di lenti (o raramente, lenti e specchi), che è poi stato migliorato negli anni, e può risultare anche molto complesso, soprattutto per gli obiettivi cinematografici. In particolare, sono costituiti da una montatura attorno alla quale sono applicate più ghiere, la cui rotazione consente di regolare la messa a fuoco, l’apertura del diaframma interno, ed eventualmente, i tempi di esposizione, quando, raramente, è provvisto di un otturatore centrale.
Si distinguono in base alla «lunghezza focale» espressa in millimetri (o più raramente, in centimetri o in pollici) e alla «apertura relativa massima», espressa come rapporto tra la lunghezza focale e il diametro effettivo della pupilla (foro del diaframma) a tutta apertura, il cui valore è un numero (n) espresso solitamente come «1:n» o «ƒ/n», dove tanto è minore il numero, quanto più luminoso è l’obiettivo.
Un'altra caratteristica è l'«angolo di campo» che riprendono sul fotogramma e per il quale è solitamente dato il valore diagonale, ed eventualmente, i valori della larghezza e della altezza. Il campo ripreso risulta inversamente proporzionale alla lunghezza focale, e quando la focale è uguale alla diagonale del fotogramma, la geometria dell'immagine risulta proporzionata tridimensionalmente (effetto ottico), allo stesso modo di come vediamo la realtà ad occhio nudo; questi obiettivi si dicono normali e presentano un angolo di campo diagonale di 53° o tra 50° e 60°. Quando la lunghezza focale è più corta della diagonale del fotogramma e l'angolo di campo è maggiore di 60° (fino a 180°), gli obiettivi si dicono grandangolari, e al contrario, quando la lunghezza focale è maggiore della diagonale e l'angolo di campo è inferiore di 50° e fino a 3°, si dicono teleobiettivi. Tra quelli super-grandangolari ci sono i cosiddetti «fish-eye» (a occhio di pesce) e tra questi a focale fissa, ci sono anche gli obiettivi a focale variabile, detti zoom, che variano sia l'ingrandimento del soggetto che l'angolo di campo, tramite una ghiera ulteriore o un meccanismo a pompa.
Sono inoltre detti «automatici» gli obiettivi che consentono di eseguire la misura dell'esposizione e il fuoco alla massima apertura del diaframma, il quale si chiude, secondo il valore impostato, allorché si preme il pulsante di scatto; e detti autofocus quelli che incorporano un dispositivo di messa fuoco automatica, elettro-assistita.

### Altri
Nel caso degli obiettivi per microscopia, questi lavorano (come le lenti di ingrandimento) a distanze estremamente ravvicinate, inferiori alla lunghezza focale dell'ottica, e sono di dimensioni molto piccole rispetto agli obiettivi succitati, con aperture di pochi decimi di millimetro (≤ 3 mm).
Anche gli obiettivi per le fotocamere di telefoni, smartphone, tablet e PC, sono miniaturizzati, ed in alcuni casi possono usare lenti ausiliarie esterne, per aumentare l'ingrandimento o l'angolo ripreso.

## Storia
È del VII secolo a.C. l'evidenza archeologica di lenti il cui uso è riconducibile all'ottica, che cioè non siano state classificate come elementi decorativi; tuttavia, la funzione era probabilmente solo di lente di ingrandimento e non propriamente di obiettivo. E le prime informazioni scritte sull'uso di lenti risalgono all'antica Grecia, grazie alla commedia “Le nuvole di Aristofane” (424 a.C.), in cui si fa menzione della lente come strumento per concentrare i raggi solari e accendere il fuoco. In questo caso si potrebbe parlare di obiettivo che focalizza l'immagine del Sole.

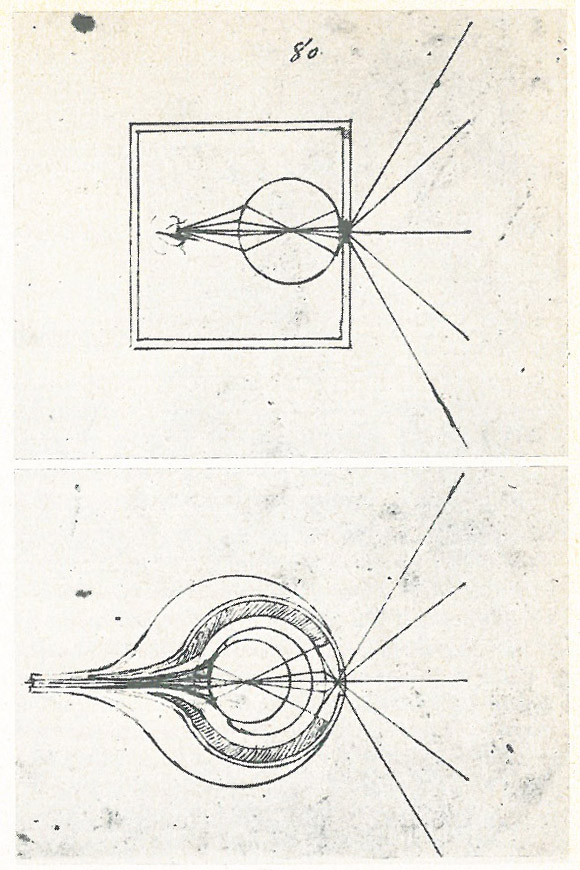
Leonardo paragona l'occhio alla camera oscura

Intorno all'anno 1000, il matematico arabo Alhazen, scrisse il primo grande trattato di ottica, descrivendo l'obiettivo del occhio e di come il cristallino formi una immagine sulla retina, anche se poi fu Leonardo da Vinci (1452-1519) a trattare più compiutamente l'argomento e i veneziani ad inventare gli occhiali nel 1300 circa e dove iniziano i primi veri studi sui vetri, in cui Venezia e Murano fanno scuola fin da subito.
Nel 1550, nasce il primo «obiettivo fotografico» a schema diottrico, per opera dell'accademico italiano Gerolamo Cardano (1501-1576), ideato per aumentare la luminosità delle immagini di una camera stenopeica (da disegno o da studio), utilizzando una semplicissima lente piano-convessa, già conosciuta da secoli. Lo stesso tipo di lente che, circa 60 anni dopo, Galileo Galilei utilizza come obiettivo per i suoi cannocchiali.
Nel 1568, il partiarca italiano Daniele Barbaro (1514-1570) studioso di ottica, aggiunge il diaframma a quel obiettivo diottrico, per ridurre alcune aberrazioni, eliminando i raggi marginali, soprattutto la coma e le cromatiche.
Nel 1608, nei Paesi Bassi, compare il primo strumento composto da un obiettivo ed un oculare, è del vetraio ed ottico fiammingo Hans Lipperhey (1560-1619), ma sembrerebbe più un occhiale per ingrandire (circa 3x) le cose a portata di mano, che un vero e proprio cannocchiale per gli usi astronomici, che fece Galileo Galilei (1564-1642) nel 1609, realizzando la nota versione che era usabile nella pratica, e da cui inizia la storia delle osservazioni celesti ed il resto della storia scientifica.

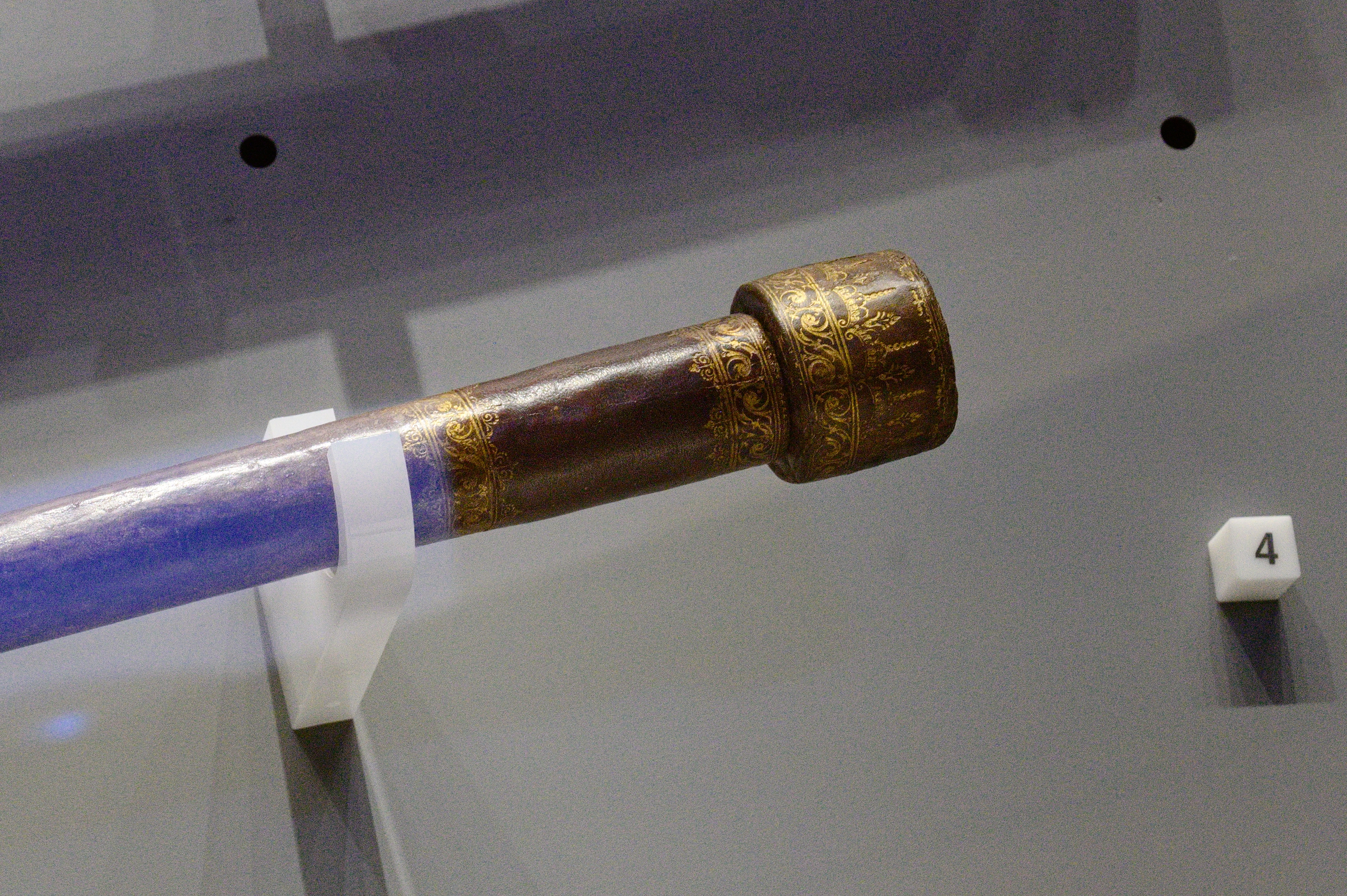
Obiettivo del cannocchiale galileiano

Lo schema ottico del cannocchiale galileiano, fu sicuramente, migliorato e perfezionato proprio da Galilei, soprattutto per ciò che riguarda la lavorazione dei vetri, la loro forma e la qualità, per cui fu denominato così in suo onore, nominativo che resta ancora oggi su tutta quella tipologia di ottiche, come ad esempio per il «binocolo galileiano». E in più Galileo concepì ingegnosi accessori per i diversi impieghi del cannocchiale, utili sia per l'osservazione terrestre che per quella del cielo stellato, come il «micrometro», che fu fondamentale per misurare le distanze tra Giove e i suoi satelliti, e l'«elioscopio», che consentiva di osservare col cannocchiale le macchie solari senza subire danni agli occhi.
Nel 1611, il matematico tedesco Johannes Kepler (1571-1630) descrive il concetto del «teleobiettivo», nell'opera Dioptrice, schema che fu poi reinventato in seguito, indipendentemente, da altri, per usi prettamente fotografici, risolvendo il problema delle lunghe e lunghissime focali, riducendo il tiraggio e accorciando il fuoco posteriore, e dunque l'obiettivo stesso, rispetto alla lunghezza focale effettiva.
Circa l'invenzione del cannocchiale per usi astronomici, le cose sono note. E di Keplero è anche l'altra versione detta “astronomica”, costruita nel 1611 dal gesuita-matematico tedesco Christoph Scheiner (1573-1650), seguìta nello stesso anno dalla versione “terrestre” a immagine diritta, sempre di Keplero, in versione con raddrizzatore a lente (i prismi, arriveranno più tardi).

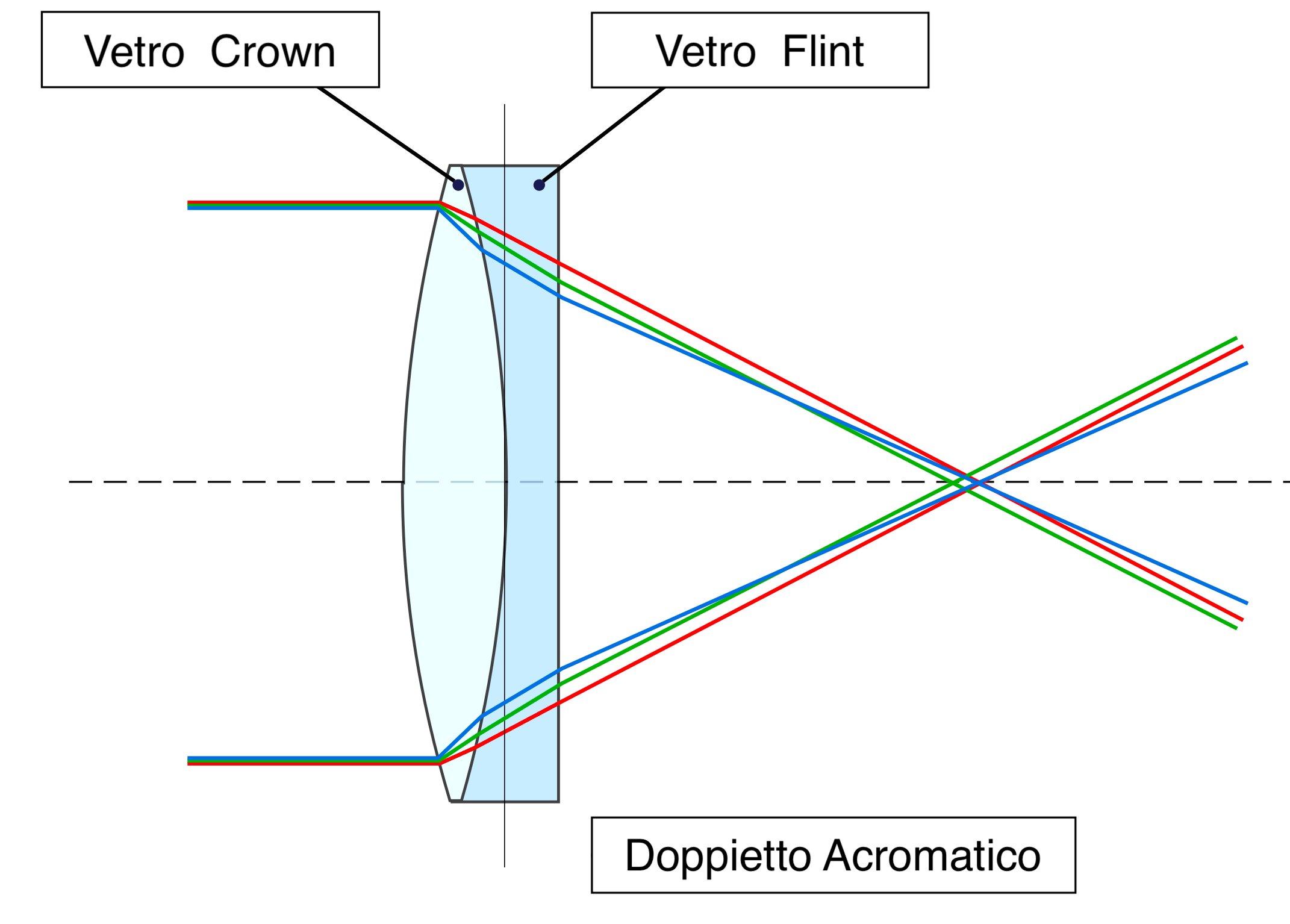
Doppietto Acromatico

Per tutto il XVII secolo, il valore di ingrandimento del cannocchiale è assai modesto (9x - 20x) e le immagini sono afflitte da evidenti aberrazioni, formate soprattutto dal obiettivo. Ma molto cambia dal 1785, quando l'astronomo inglese John Dollond costruisce il primo obiettivo acromatico, composto da un elemento positivo e uno negativo, con due vetri di potere uguale e contrario, seguendo l'idea di Moore Hall (1704-1771) che nel 1729 concepisce l'ottica acromatica, a dispetto dell'errata idea di Newton, il quale dichiarava impossibile correggere l'aberrazione di cromatismo. Per oltre un secolo, questo parere, corredato dalla dimostrazione del tutto errata fatta dal grande scienziato inglese, allontanò qualsiasi costruttore dal tentare di fabbricare obiettivi acromatici. 

Schema di Newton

Fu lo svizzero Eulero, nel 1769, il primo a presentare la confutazione matematica dell'errore newtoniano, e scrivendo “Quod ergo incommodum a diversa radiorum natura oriundum adeo grave vel summo Neutono est visum, instrumenta dioptrica nullo modo ab hanc causam non opus sit ad telescopica Catoptrica confugere.” (Poiché l'inconveniente deriva dalla diversa natura dei raggi, che al sommo Newton sembrò così grave da giudicare impossibile liberarne gli strumenti diottrici, in nessun modo dovrebbe essere necessario per questa causa ricorrere a «obiettivi» catottrici.). Va ricordato che Newton concepì il cosiddetto «telescopio newtoniano», che usa uno specchio concavo parabolico per obiettivo (catottrico), che è in modo naturale privo di cromatismi. E che è anche il principale schema utilizzato per i telescopi spaziali moderni, tipo l'Hubble, il James Webb, ecc.
I vari e successivi studi sulla tecnica produttiva del vetro ottico, grazie anche al fisico tedesco Joseph von Fraunhofer (1787-1826), conducono alla disponibilità di lenti che permetteranno ulteriori progressi circa la costruzione di cannocchiali ad alto ingrandimento e di precisione, proprio come aveva fatto Galilei ai suoi tempi. Così, nel 1783, l'ottico inglese Jesse Ramsden (1735-1800) inventa l'oculare omonimo. Ma circa gli oculari, prima del “Ramsden”, va menzionato anche lo “Huygens” del 1684 (di un secolo prima) del accademico olandese Christian Huygens (1629-1695).
Nel 1814, il fisico inglese William Hyde Wollaston (1766-1828) produce la lente a menisco concavo-convesso, un obiettivo abbastanza buono, che verrà usato, in era moderna (come lente in CR39 stampata o simili), anche in alcune fotocamere istantanee della Polaroid.

Doppio menisco di Gauss

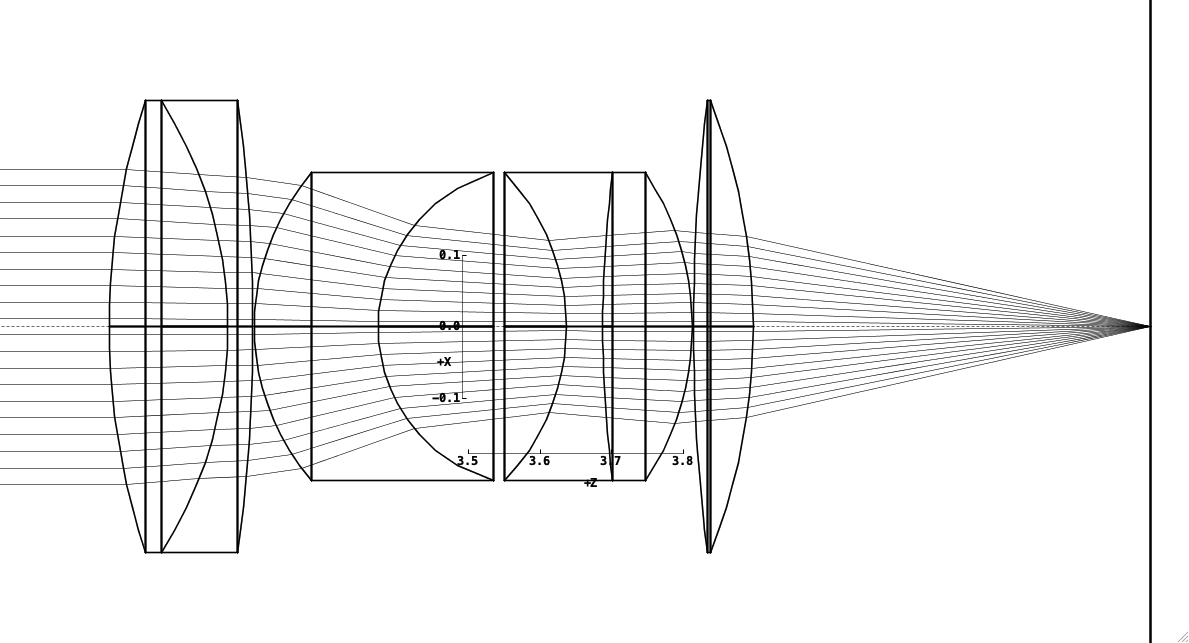
Doppio Gauss Leica

Nel 1817, il grande matematico tedesco Carl Friedrich Gauss (1777-1855) ideò un obiettivo a lunga focale per telescopi, formato da due lenti «a menisco», una convergente e una divergente, col vantaggio principale di avere l'aberrazione sferica indipendente dalla lunghezza d'onda.
Da questo schema ottico, nel 1888 nasce lo schema «doppio Gauss» e di conseguenza poi tutta una serie di ottiche eccellenti su questo stile, tipo lo Schneider Xenon 50mm ƒ/2 del 1925, lo Zeiss Biotar 100mm ƒ/1,4 di Willy Merté del 1927 (per uso cinematografico) ed il Leitz Summar 5cm ƒ/2 di Max Bereck del 1933 per le Leica.
Nel 1829, l'ingegnere e ottico francese Charles Chevalier (1804-1859) realizza i primi buoni obiettivi fotografici acromatici. Produce inoltre gli obiettivi per equipaggiare le fotocamere di Alphonse Giroux per la dagherrotipia, con focale 40,3 cm (403 mm) f/11.
Il 1840 vede la nascita del primo obiettivo con luminosità f/3, calcolato matematicamente, ad opera del fisico-matematico slovacco Joseph Petzval (1807-1891), grande inventore e contributore dell'ottica fotografica.
Nel 1893, l'ingegnere ottico britannico Harold Dennis Taylor realizza il tripletto di Cooke, per la Cooke & Sons, che ridusse la distorsione e migliorò la qualità delle immagini ai bordi.
Nel corso del Ottocento e del Novecento, gli obiettivi per l'osservazione rimasero più o meno gli stessi, doppietti acromatici o tripletti apocromatici, specchi parabolici e iperbolici, ma nel campo cine-fotografico furono invece introdotti, da grandi aziende del settore, vari schemi ottici per obiettivi più complessi, dai quali nacquero diversi obiettivi più o meno famosi.

Noctilux-M 50 mm ƒ/0,95

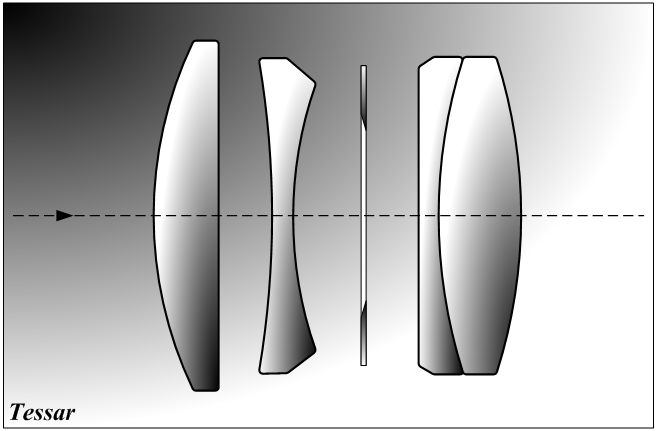
Tessar 45cm F4.5

Fra gli schemi più importanti della Zeiss, i cui nomi per vecchia tradizione derivano dal greco, compare il Tessar, il Planar, il Distagon, l'Hologon, il Topogon e il Sonnar; della Goerz c'è il Dagor, l'Artar e l'Hypergon; della Schneider il Super-Angulon; della Ernemann c'è l'Ernostar; della Leitz-Leica ci sono l'Anastigmat (poi Elmax), gli Elmar e Elmarit, l'Hektor, i vari Summar, Summarit e Summaron, il Summicron, il Summilux, ed il Noctilux.
La tecnologia ottica ha fatto balzi giganteschi dal secondo dopoguerra, soprattutto riguardo alla computazione degli schemi ottici (calcolati tramite computer), ai vari multistrati antiriflesso delle superfici, e alla lavorazione ottica e meccanica a controllo numerico, con un aumento della qualità, anche a basso costo, che era impossibile solo 70 anni prima. Se Galilei avesse avuto un rifrattore da 150 euro di oggi (2024), avrebbe facilmente confermato l'esistenza degli anelli di Saturno e anche di alcune delle sue Lune, oltre a tante altre possibilità di osservazione, impressionanti.

## L'immagine
L'immagine del obiettivo si forma capovolta, speculata e invertita: così, ciò che era sopra, ora è sotto, ciò che era a destra, ora è a sinistra e ciò che era lontano, ora è vicino; infatti, il piano-immagine più vicino alla lente, e che è anche il piano che determina la lunghezza focale, è proprio il piano dove convergono i raggi paralleli che arrivano dal infinito. Da questo piano, l'immagine prosegue, lungo l'asse ottico, per un'altra lunghezza focale, dove trova il piano-immagine che corrisponde al piano (nella realtà) distante due lunghezze focali dalla lente. Questo è il piano che divide in modo convenzionale la comune fotografia dalla fotografia-macro, in quanto la dimensione del oggetto reale, risulta uguale alla dimensione del oggetto nell'immagine: rapporto di ingrandimento 1:1. Oltre a questo rapporto, si entra nel campo di "lenti di ingrandimento" e "microscopi".